# 匈牙利民主論壇
匈牙利民主论坛（匈牙利語：Magyar Demokrata Fórum，缩写为MDF）是匈牙利历史上的一个中间偏右政黨，存在于1987年9月27日—2011年4月8日。
1980年代末，匈牙利民主論壇将界定自己為知識界的政治運動，支持政黨、司法和軍隊的獨立、自由選舉、自由工會、工資和社會保障、社会正义和政治中立。
1990年—1994年，该党是匈牙利的主要执政党。1998年—2002年，该党加入執政聯盟 。